# 波氏狗母魚
波氏狗母魚為輻鰭魚綱仙女魚目合齒魚亞目合齒魚科的其中一種，分布於西大西洋區，從美國北卡羅來納州至圭亞那海域，棲息深度27-320公尺，體長可達25公分，為底棲性魚類，屬肉食性，生活習性不明。